# Eustalomyia vittipes
Eustalomyia vittipes är en tvåvingeart som först beskrevs av Zetterstedt 1845.  Eustalomyia vittipes ingår i släktet Eustalomyia och familjen blomsterflugor. Arten är reproducerande i Sverige. Inga underarter finns listade i Catalogue of Life.